# هوتلشتدت
هوتلشتدت (به آلمانی: Hottelstedt) یک منطقهٔ مسکونی در آلمان است که در برلشتدت واقع شده‌است. هوتلشتدت  ۲۱۲ نفر جمعیت دارد.